# آرمن مورادیان
آرمن آبگاری مورادیان (Արմեն Աբգարի Մուրադյան؛ زادهٔ ۱۰ ژوئیهٔ ۱۹۷۲) یک سیاستمدار و پزشک اهل ارمنستان است که از تاریخ ۲۳ آوریل ۲۰۱۴ تا تاریخ ۲۷ سپتامبر ۲۰۱۶ در دولت هوویک آبراهامیان سمت وزیر بهداشت ارمنستان را بر عهده داشت.

## زندگی‌نامه
در ۱۰ ژوئیهٔ ۱۹۷۲ در ایروان به دنیا آمد و از دانشگاه پزشکی دولتی ایروان فارغ‌التحصیل شد. 